# 谢尔盖·奥萨丘克
谢尔盖·德米特里耶维奇·奥萨丘克（烏克蘭語：Сергій Дмитрович Осачук；1972年6月7日—）是乌克兰历史学家和政治人物，曾于2019年至2022年担任切尔诺夫策州州长。